# Carl Spitteler
Carl Friedrich Georg Spitteler (Liestal, 24 de abril de 1845 — Lucerna, 29 de dezembro de 1924) foi um escritor suíço de língua alemã.

## Vida
Estudou direito na Universidade de Zurique em 1863. Entre 1865 e 1870 estudou teologia em Zurique, Heidelberg e Basileia. Foi preceptor na Rússia até agosto de 1871.
Escreveu o poema alegórico em prosa Prometeu e Epimeteu (1880-1881) sob o pseudônimo de Carl Felix Tandem (tradução brasileira de Manuel Bandeira). Posteriormente o reeditou com seu próprio nome, sob o título Prometeu Paciente. Entre 1900 e 1905 escreveu o poema épico-alegórico Primavera Olímpica, e em 1906 publicou a novela autobiográfica Imago.
Recebeu o Nobel de Literatura de 1919 em apreciação especial pela sua obra épica Primavera Olímpica.

## Trabalhos

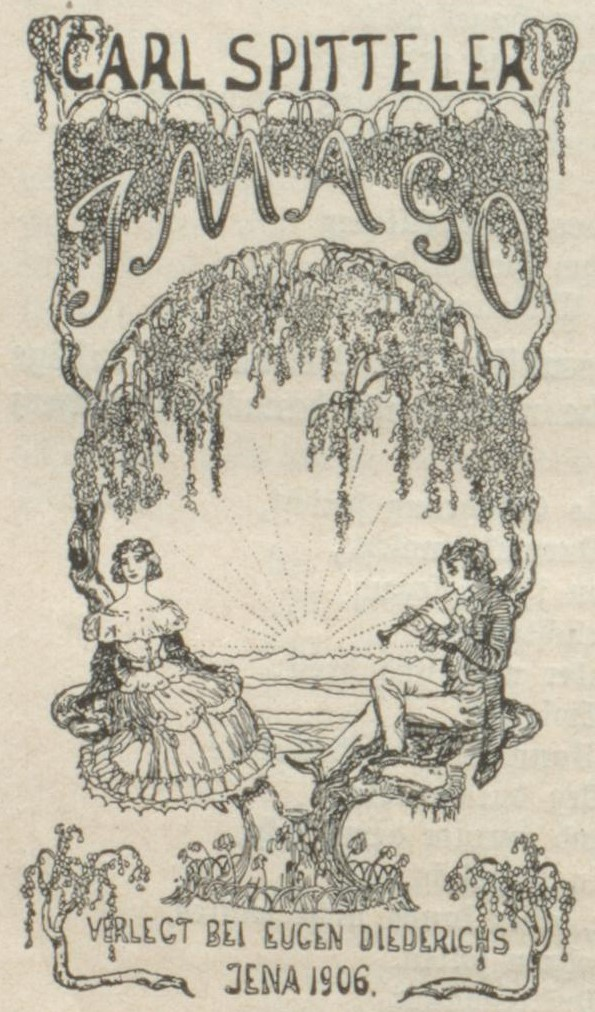
Capa de Rudolf Löw para Imago (1906)

- 1881: Prometheus und Epimetheus (Digitalizado (1920) Internet Archive)
- 1883: Extramundana (Digitalizado Internet Archive)
- 1887: Ei Ole
- 1887: Samojeden
- 1887: Hund und Katze
- 1887: Olaf
- 1888: Bacillus
- 1889: Das Bombardement von Åbo
- 1889: Schmetterlinge. Gedichte (Digitalizado (1920) Internet Archive)
- 1889: Der Parlamentär
- 1890: Das Wettfasten von Heimligen
- 1891: Friedli der Kolderi (Digitalizado (1922) Internet Archive)
- 1891: Gustav. Ein Idyll (Digitalizado (1916) 4. Aufl. (1922) Internet Archive)
- 1892: Literarische Gleichnisse (Digitalizado (1908) 3. Aufl. (1922) Internet Archive)
- 1892: Der Ehrgeizige
- 1893: Jumala. Ein finnisches Märchen
- 1896: Balladen
- 1897: Der Gotthard
- 1898: Conrad, der Leutnant. Eine Darstellung (Digitalizado (1920) Internet Archive)
- 1898: Lachende Wahrheiten. Gesammelte Essays (Digitalizado 3. Aufl. (1908) Internet Archive)
- 1900: Die Auffahrt
- 1901: Hera die Braut
- 1903: Die hohe Zeit
- 1904: Ende und Wende
- 1905: Olympischer Frühling (Versepos, Digitalizado (1920) 1o. Volume e 2o. Volume Internet Archive)
- 1906:  Imago (Roman, Digitalizado (1910) e 11.–15. Tausend (1919) Internet Archive)
- 1906: (Gras- und) Glockenlieder (Gedichte, Digitalizado (1921) Internet Archive)
- 1907: Gerold und Hansli – Die Mädchenfeinde. Eine Kindergeschichte (geschrieben 1890, umgearbeitet 1907, Digitalizado Internet Archive)
- 1908: Mein Schaffen und meine Werke. In: Der Kunstwart XXI. Jahrgang (1908), Heft 19, S. 4–9 (PDF; 1,7 MB) und Heft 20, S. 73–79 (PDF; 2,0 MB).
- 1914: Meine frühesten Erlebnisse (Digitalizado (1920) Internet Archive)
- 1924: Prometheus der Dulder